# Hintare
Der Hintare war ein deutsches Flächenmaß in den Großherzogtümern Baden und Hessen.  
In diesen Regionen unterschied sich das Maß. Im Vergleich: Es waren in Baden 2 Hintare = 5 Joch (wiener) äquivalent in Hessen 3,125 Joch (wiener).
Die Maßkette war allgemein
- 1 Hintare = 4 Morgen = 16 Viertel = 1600 Quadratklafter = 10.000 Quadratmeter.[2]